# Navarro megye
Navarro megye az Amerikai Egyesült Államokban, azon belül Texas államban található. Megyeszékhelye és legnagyobb városa Corsicana. Lakosainak száma 52 624 fő (2020. április 1.).

## Szomszédos megyék
- Henderson megye (északkelet)
- Freestone megye (délkelet)
- Limestone megye (dél)
- Hill megye (délnyugat)
- Ellis megye (északnyugat)

## Népesség
A megye népességének változása:
| Lakosok száma | 47 760 | 47 956 | 48 077 | 48 038 | 48 323 | 52 624 |
|               | 2010   | 2011   | 2012   | 2013   | 2015   | 2020   |